# L'uomo dai 7 capestri
L'uomo dai 7 capestri (The Life and Times of Judge Roy Bean) è un film del 1972 diretto da John Huston, con Paul Newman, Jacqueline Bisset e Ava Gardner; la sceneggiatura è del regista John Milius.
È liberamente ispirato alla vita del barista e "giudice" Roy Bean (1825-1903), "la legge all'ovest del Pecos", estroso giudice che contrattava la pena con l'imputato e che mandò assolto l'assassino di un cinese perché il codice non proibiva esplicitamente quel reato.
Il personaggio di Roy Bean era stato già rappresentato al cinema ne L'uomo del West (1940) di William Wyler: a vestire i panni del giudice era stato l'attore Walter Brennan.

## Trama
Roy Bean è un fuorilegge che diventa padrone di un saloon ad ovest del fiume Pecos dopo aver ucciso per vendetta i suoi occupanti, che lo avevano ingannato, picchiato e derubato. Convinto di aver ricevuto una sorta di grazia divina decide di amministrare la legge in quella terra di nessuno. Progressivamente il villaggio diventa una piccola cittadina in cui il giudice e i suoi sceriffi fanno da padroni e mettono la giustizia al servizio della loro legge. L'idillio viene rotto dalla morte di parto di Maria Elena, compagna messicana del giudice. Il nuovo sindaco caccia Bean con l'appoggio della cittadinanza.
Dopo vent'anni il vecchio giudice torna nel paesino per vendicarsi del vecchio sindaco, ormai un gangster petroliere che minacciava di uccidere la figlia di Bean in nome del denaro. Il giudice muore nello scontro assieme al sindaco mentre tutta la città brucia. Anni dopo la cantante Lillie Langtry da sempre ammirata da Bean, ma mai da lui incontrata, fa finalmente visita al museo dedicato al giudice.

## Produzione

### Musica
La canzone "Marmalade, Molasses & Honey" cantata da Andy Williams è stata candidata all'Oscar per la miglior canzone nel 1973: musica di Maurice Jarre, testo di Marilyn e Alan Bergman.

### Data di uscita
- Stati Uniti: 18 dicembre 1972
- Finlandia: Roy Bean - piru mieheksi, 2 febbraio 1973
- Argentina: El juez del patíbulo, 8 febbraio 1973
- Norvegia: 15 febbraio 1973

## Edizione italiana
La maggior parte delle scene ironiche con l'orso bruno che Bean accoglie come animale da guardia sono tagliate nella versione italiana, che cerca di rendere il film più consono ad una narrazione classica.